# 1517年
| 千纪： | 2千纪 |
| 世纪： | 15世纪 \| 16世纪 \| 17世纪                                                                                 |
| 年代： | 1480年代 \| 1490年代 \| 1500年代 \| 1510年代 \| 1520年代 \| 1530年代 \| 1540年代                           |
| 年份： | 1512年 \| 1513年 \| 1514年 \| 1515年 \| 1516年 \| 1517年 \| 1518年 \| 1519年 \| 1520年 \| 1521年 \| 1522年 |
| 纪年： | 丁丑年（牛年）；明正德十二年；越南光紹二年；陳㫒宣和二年；日本永正十四年                                   |

## 大事记
- 萊比錫的道明會在布蘭登堡選帝侯及馬德堡總主教邦境內銷售贖罪券。
- 2月——有田中井手之戰，毛利元就以奇襲手法擊敗兵力五倍之多的武田元繁，被譽為西國的桶狹間之戰。
- 3月15日——拉特朗第五屆大公會議停止。
- 10月31日——馬丁·路德釘出九十五條論綱，引發宗教改革。
- 十月，達延汗入侵明朝的應州，因不明原因死於征途，明朝稱為應州大捷，達延汗第三子巴爾斯博羅特繼任第33代蒙古大汗。
- 鄂圖曼土耳其征服马木留克，占领埃及、汉志、努比亚，佔領耶路撒冷直到1917年。
- 奧魯奇雷斯向鄂圖曼帝國蘇丹獻出阿爾及爾並宣誓效忠，建立起鄂圖曼帝國在北非長達四個世紀的統治。
- 法國國王法蘭索瓦一世創建港口城市勒阿弗爾。

## 出生
- 6月18日 - 正親町天皇

## 逝世
- 武田元繁。
- 達延汗，成吉思汗第十五世孫，巴彥蒙克之子，第22代蒙古大汗。